# Marșul soldățeilor de lemn
Marșul soldățeilor de lemn  (titlu original: Babes in Toyland) este un film de Crăciun, fantezie muzicală, american din 1934 regizat de Gus Meins și Charley Rogers. În rolurile principale interpretează cuplul de comici Stan și Bran. Filmul este cunoscut, de asemenea, după titlurile sale alternative: Laurel and Hardy in Toyland, Revenge Is Sweet (refacerea europeană a titlului din 1948), March of the Wooden Soldiers sau Wooden Soldiers (în SUA).

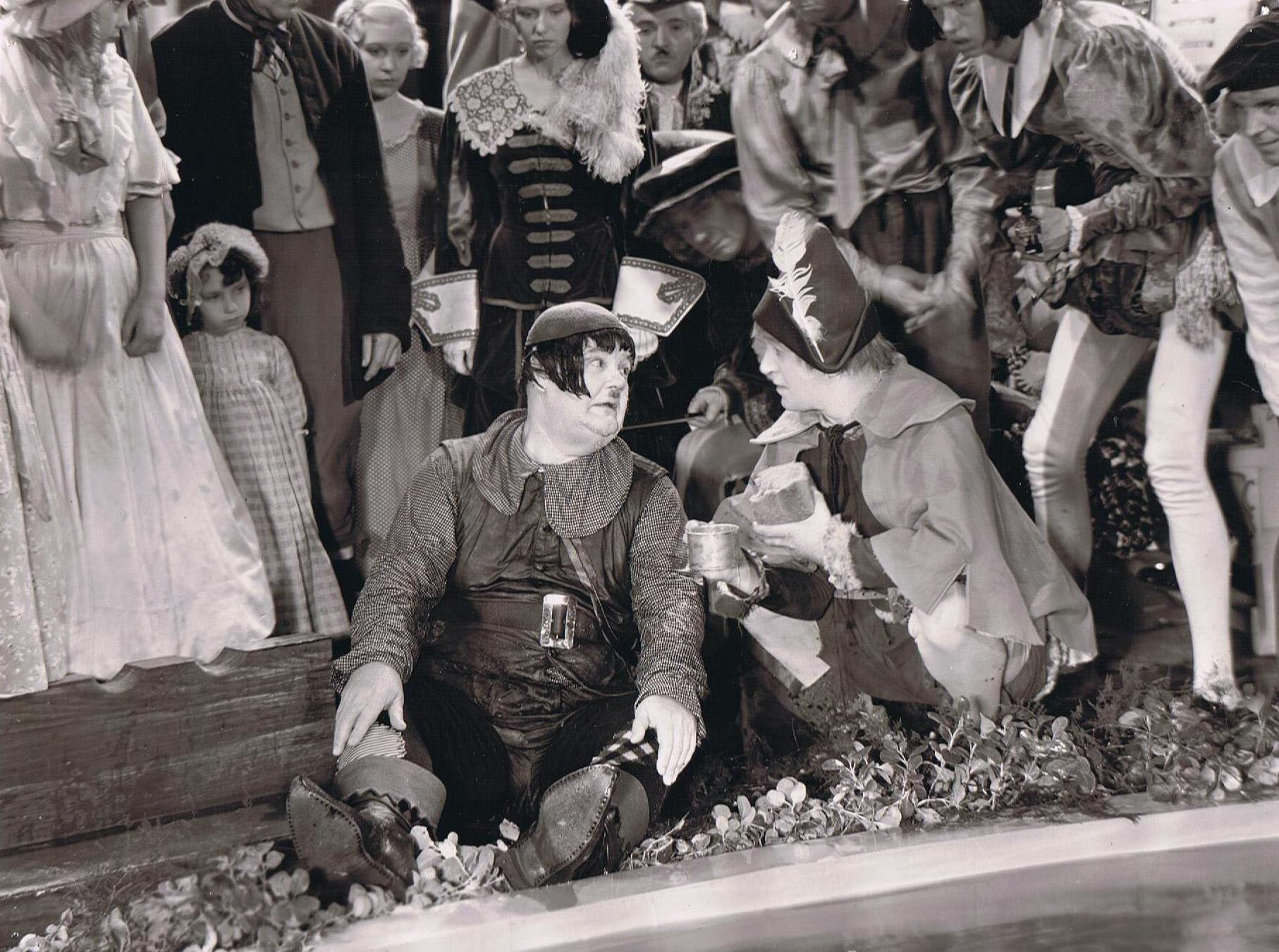
Imagine promoțională

## Distribuție
- Stan Laurel as Stannie Dum
- Oliver Hardy as Ollie Dee
- Charlotte Henry as Little Bo-Peep
- Felix Knight as Tom-Tom Piper
- Henry Brandon as Silas Barnaby
- Florence Roberts as Mother Widow Peep
- Virginia Karns as Mother Goose
- Marie Wilson as Mary Quite Contrary
- Johnny Downs as Little Boy Blue
- Alice Moore as Queen of Hearts
- Kewpie Morgan as Old King Cole
- Ferdinand Munier as Santa Claus
- Robert Hoover as Bobby Shaftoe
- Charley Rogers as Simple Simon
- Jean Darling as Goldilocks
- Billy Bletcher as the Chief of Police
- William Burress as the Toymaker
- Russell Coles as Tom Tucker
- Alice Dahl as Little Miss Muffet
- Sumner Getchell as Little Jack Horner